# Canton de Pontgibaud
Le canton de Pontgibaud est une ancienne division administrative française située dans le département du Puy-de-Dôme et la région Auvergne.

## Géographie
Ce canton est organisé autour de Pontgibaud dans l'arrondissement de Riom. Son altitude varie de 522 m à (la Chartreuse-Port-Sainte-Marie, Chapdes-Beaufort) à 1 202 m (Saint-Ours) pour une altitude moyenne de 749 m.

## Histoire
- De 1833 à 1848, les cantons de Pontaumur et de Pontgibaud avaient le même conseiller général. Le nombre de conseillers généraux était limité à 30 par département[1].
- Les redécoupages des arrondissements intervenus en 1926 et 1942 n'ont pas affecté le canton de Pontgibaud.
- Aux élections cantonales de mars 2008, il s'agit du seul canton du département du Puy-de-Dôme qui a basculé de gauche à droite : Lionel Muller (UMP) a battu le conseiller général PS sortant, Daniel Courtadon. Lionel Muller l'emporte également face à lui aux municipales de Chapdes-Beaufort.
- Le canton a été supprimé en 2015 à la suite du redécoupage des cantons du Puy-de-Dôme, appliqué le 25 février 2014 par décret : les 10 communes intègrent le nouveau canton de Saint-Ours[2].

## Représentation

### Conseillers généraux de 1833 à 2015
| Période | Période          | Identité                                               | Étiquette                      | Qualité                                                                                 |
| ------- | ---------------- | ------------------------------------------------------ | ------------------------------ | --------------------------------------------------------------------------------------- |
| 1833    | 1845             | Mathieu de Combarel de Leyval                          | Bonapartiste                   | Député (1839-1851)                                                                      |
| 1845    | 1848             | Charles Jacques Martinat de Chaumont (1800-1866)       |                                | Propriétaire du château de Landogne, conseiller d'arrondissement du canton de Pontaumur |
| 1848    | 1861             | Alphonse Pallu (1808-1880)                             |                                | Industriel, gérant des mines, maire de Pontgibaud                                       |
| 1861    | 1871             | Gustave Rouher (1835-1920)                             |                                | Avocat Maître des requêtes au Conseil d'État Chef de cabinet du Ministre d'État         |
| 1871    | 1883             | François II de Reynaud Comte de Montlosier (1836-1885) | Droite puis Républicain rallié | Avocat Maire de Saint-Ours                                                              |
| 1883    | 1905 (décès)     | Guillaume Boutarel                                     | Républicain rallié             | Maire de Pontgibaud                                                                     |
| 1905    | 1915 (démission) | Henri Peyrot                                           | Rad.                           | Notaire - Propriétaire à Chapdes-Beaufort Maire de Pontgibaud                           |
| 1915    | 1919             | siège vacant                                           |                                |                                                                                         |
| 1919    | 1940             | Louis Andraud                                          | Rad.                           | Médecin à Bromont-Lamothe puis à Pontgibaud, conseiller d'arrondissement                |
|         |                  |                                                        |                                |                                                                                         |
| 1945    | 1951             | François Bourdeix                                      | Union résistante SFIO          | Négociant Maire de Pontgibaud                                                           |
| 1951    | 1958             | M. Bussière                                            | CNIP                           | Médecin                                                                                 |
| 1958    | 1970             | Gérard Marty                                           | Centriste                      | Maire de Pontgibaud                                                                     |
| 1970    | 1976             | Comte Henri de Bégon de Larouzière de Montlosier       | RI                             | Maire de Saint-Ours-les-Roches                                                          |
| 1976    | 1994             | Charles Lécuyer                                        | PS                             | Professeur retraité Maire de Bromont-Lamothe                                            |
| 1994    | 2001             | Jacques Martin                                         | PS                             | Instituteur Maire de Pulvérières                                                        |
| 2001    | 2008             | Daniel Courtadon                                       | PS                             | Employé Conseiller municipal de Chapdes-Beaufort                                        |
| 2008    | 2015             | Lionel Muller                                          | UMP                            | Artisan boulanger Maire de Chapdes-Beaufort Élu en 2015 dans le canton de Saint-Ours    |

### Conseillers d'arrondissement (de 1833 à 1940)
| Période                                  | Période      | Identité                               | Étiquette | Qualité |
| ---------------------------------------- | ------------ | -------------------------------------- | --------- | --- |
| 1833                                     | 1836         | Gilbert Jean Serciron fils (1781-1859) |           | Médecin, maire de Pontgibaud                                                                                |
| 1836                                     | 1848         | Claude Rouyon                          |           | Maire de Bromont                                                                                            |
| 1848                                     | 1855         | Antoine Chanson                        |           | Banquier, maire de Bromont                                                                                  |
| 1855                                     | 1861         | Jean-Louis-Amand Couvreul              |           | Juge de paix à Pontgibaud                                                                                   |
| 1861                                     | 1867         | Jules Bonjour                          |           | Juge de paix à Pontgibaud                                                                                   |
| 1867                                     | 1871         | M. Gouttebessis                        |           | Juge de paix à Pontaumur puis à Hérisson (Allier)                                                           |
| 1871                                     | 1877         | Jacques-François-James Charvilhat      |           | Notaire à Bromont-Lamothe                                                                                   |
| 1877                                     | 1899 (décès) | Ernest-Jean-Benoit Bouyon              |           | Docteur en médecine, maire de Bromont-Lamothe                                                               |
| 24 sept. 1899                            | 1910         | Henri Peyrot                           |           | Notaire à Chapdes-Beaufort                                                                                  |
| 1910                                     | 1919         | Louis Andraud                          | Rad.      | Médecin à Bromont-Lamothe puis à Pontgibaud                                                                 |
| 1919                                     | 1928         | Jean Déat                              | Rad.      | Adjoint puis maire de Pontgibaud                                                                            |
| 1928                                     | 1940         | Jules Cluzel (1886-1968)               | Conc.rép. | Cultivateur, maire de Chapdes                                                                               |
| 1940                                     |              |                                        |           | Les conseils d'arrondissement ont été suspendus par la loi du 12 octobre 1940 et n'ont jamais été réactivés |
| Les données manquantes sont à compléter. |              |                                        |           | |

## Composition
Le canton de Pontgibaud groupait 10 communes et comptait 6 751 habitants en 2012 (population municipale).
| Nom                     | Code Insee | Intercommunalité                   | Population (dernière pop. légale) |
| ----------------------- | ---------- | ---------------------------------- | --------------------------------- |
| Pontgibaud (chef-lieu)  | 63285      | CC Chavanon Combrailles et Volcans | 722 (2014)                        |
| Bromont-Lamothe         | 63055      | CC Chavanon Combrailles et Volcans | 1 001 (2014)                      |
| Chapdes-Beaufort        | 63085      | CC Chavanon Combrailles et Volcans | 1 036 (2014)                      |
| Cisternes-la-Forêt      | 63110      | CC Chavanon Combrailles et Volcans | 477 (2014)                        |
| La Goutelle             | 63170      | CC Chavanon Combrailles et Volcans | 626 (2014)                        |
| Montfermy               | 63238      | CC Chavanon Combrailles et Volcans | 226 (2014)                        |
| Pulvérières             | 63290      | CA Riom Limagne et Volcans         | 400 (2014)                        |
| Saint-Jacques-d'Ambur   | 63363      | CC Chavanon Combrailles et Volcans | 271 (2014)                        |
| Saint-Ours              | 63381      | CA Riom Limagne et Volcans         | 1 666 (2014)                      |
| Saint-Pierre-le-Chastel | 63385      | CC Chavanon Combrailles et Volcans | 421 (2014)                        |

## Démographie
| 1962  | 1968  | 1975  | 1982  | 1990  | 1999  | 2006  | 2011  | 2012  |
| ----- | ----- | ----- | ----- | ----- | ----- | ----- | ----- | ----- |
| 6 258 | 6 087 | 5 817 | 5 763 | 6 001 | 5 996 | 6 388 | 6 676 | 6 751 |